# Eunice Ohui Ametor Williams
Eunice Regina Ohui Ametor Williams, née 1933 et morte en 2023, est une politicienne ghanéenne, militante des droits des femmes. Elle est la première femme parlementaire de Dangme East au 1er Parlement de la 3e République du Ghana qui représentait la circonscription d'Ada sur la liste du Parti national du peuple, parti sous la direction de Hilla Limann du 24 septembre 1979 au 31 décembre 1981.

## Biographie

### Enfance, éducation et débuts
Ametor Williams nait en 1933 et est originaire d'Ada, dans la région du Grand Accra au Ghana.

### Carrière
Ametor Williams est une militante des droits des femmes,.
En 1979, elle devient députée de Dangme East au 1er Parlement de la 3ème République du Ghana qui représentait la circonscription d'Ada et également en tant que première femme parlementaire,.

## Vie privée
Ametor Williams était marié et mère de cinq enfants.

## Prix et distinctions
Ametor Williams a été reconnue et récompensée pour son rôle remarquable dans l'autonomisation des femmes dans la zone traditionnelle d'Ada,.